# TV-året 1966

## Händelser
- 23 februari – TV-sändningar startar i Grekland.
- Juni – Färg-TV-sändningar startar i Filippinerna.
- 1 juli – Färg-TV-sändningar startar i Kanada.

## TV-program

### Sveriges Radio-TV
- 3 januari - TV-pjäsen Asmodeus med Gunn Wållgren med flera.
- 5 januari - Carl-Gustaf gör vad han kan, familjeunderhållning med Carl-Gustaf Lindstedt och Gunnel Linde.
- 6 januari - Revyn Gula Hund med bland andra Hans Alfredson, Tage Danielsson, Birgitta Andersson och Gösta Ekman.
- 8 januari - Komedin En förtrollad natt med bland andra John Harryson och Kerstin Tidelius.
- 13 januari - Premiär för frågeleken Klara färdiga gå med Lars-Gunnar Björklund.
- 20 januari - Premiär för Studio 66, kulturmagasin med Lars Ulvenstam.
- 22 januari - Lars Ekborg Show, underhållning med Lars Ekborg, Gunnar Björnstrand, Zarah Leander med flera.
- 29 januari - Melodifestivalen 1966. Programledare: Sven Lindahl.
- 6 februari - TV-pjäsen Bacchusfesten med bland andra Anita Björk, Birger Malmsten och Ivar Wahlgren.
- 8 februari - Premiär för underhållningsserien Rast med Harry Brandelius och gästartister.
- 14 februari - TV-pjäsen Jungfruleken med Agneta Prytz i huvudrollen.
- 15 februari - Miljardaffär i vatten, debatt om Vindelälven redovisad av Åke Söderlind.
- 19 februari - Premiär för Hemsöborna med Allan Edwall, Sif Ruud, Sven Wollter med flera. Del 1 av 7.
- 20 februari - Premiär för barnprogrammet Träffas Pekka? med Pekka Langer.
- 11 mars - Start för Musikfrågan med Sten Broman.
- 14 mars - TV-pjäsen En galning med Ernst-Hugo Järegård.
- 18 mars - Den musikaliska katten, skuggspel av Staffan Westerberg.
- 22 mars - Rött, gult, grönt, en frågelek om trafikkunskap.
- 29 mars - Jokkmokks-Jocke, folkkära Jokkmokks-Jokke sjunger och berättar.
- 31 mars - En gränslös kväll på Operan, galaföreställning med bland andra Martin Luther King, Harry Belafonte, Alice Babs och Monica Zetterlund.
- 5 april - Start för underhållningsserien Gammeldans med Eric Öst, Gnesta-Kalle och gästartister från Högloftet på Skansen.
- 16 april - Premiär för tv-tävlingen Tvekampen med Lasse Holmqvist som programledare.
- 24 april - Att gå på Valand, 100 år med konstskolan i Göteborg.
- 26 april - Start för Tekniskt magasin med Erik Bergsten.
- 8 maj - Söndag på Skepparholmen, familjeunderhållning med Arne Weise, Bengt Hallbergs trio och gästartister.
- 30 maj - Komedin Parisiskan med Catrin Westerlund, Ove Tjernberg, Heinz Hopf med flera.
- 8 juni - Premiär för Månadens magasin med Per Grevér.
- 13 juni - TV-pjäsen Farfar till häst med Frej Lindqvist, Gösta Ekman, Catrin Westerlund med flera.
- 15 juni - Premiär för underhållningsserien Sommaralbum med Pekka Langer och gäster.
- 18 juni - Farfars barnbarn, cabaret med Lissi Alandh, Sonya Hedenbratt, Monica Nielsen och Monica Zetterlund.
- 24 juni - Johannisbukett, midsommarunderhållning med Inga Gill, Åke Grönberg, Gunnar Wiklund med flera.
- 27 juni - TV-pjäsen Villa med staket med Bertil Norström, Emy Storm, Håkan Serner med flera.
- 2 juli - En ny omgång av Tiotusenkronorsfrågan, frågelek från Skansen med Bo Teddy Ladberg.
- 11 juli - TV-pjäsen Striptease med John Harryson och Rune Ottoson.
- 17 juli - Förr lång fjärden blank, om framtiden i Stockholms skärgård.
- 28 juli - Sim-SM från Eriksdalsbadet i Stockholm. Kommentator: Bengt Bedrup.
- 3 augusti - Premiär för På kryss med Egon, underhållning med Egon Kjerrman, Scandinavian Five och gästartister.
- 9 augusti - Start för en ny omgång av barnprogrammet Humle och Dumle.
- 13 augusti - 10 x Towa, TV-show med Towa Carson och Mats Olssons orkester.
- 20 augusti - Premiär för tv-serien Blå gatan med bland andra Carl-Ivar Nilsson, Sonya Hedenbratt och Maria Hörnelius.
- 3 september - Artistfoajé, TV-show med Lill-Babs, Lasse Berghagen, Ulla Sallert, Rolf Bengtsson och Lasse Lönndahl.
- 10 september - Jox, TV-show med Anna Sundqvist, Stig Grybe och Carli Tornehave.
- 17 september - För runt för fyra, musikunderhållning med Hootenanny Singers, Sven-Ingvars, Sten & Stanley och Family Four.
- 18 september - Premiär för Evert Taube, diktare och berättare. Det första av åtta program i en serie om Evert Taube.
- 20 september - Premiär för medicinska magasinet Ronden med Lars Wallén och Bernt Bernholm.
- 24 september - Premiär för den brittiska deckarserien Kommissarie Maigret.
- 1 oktober - Säsongspremiär för Hylands hörna med Lennart Hyland.
- 11 oktober - Premiär för frågeleken Fällor och fel med bland andra Cilla Ingvar, Moltas Erikson och Kjell Stensson.
- 22 oktober - Observation av liten stjärna, TV-show med Britta Pettersson och Gunnar Wiklund.
- 29 oktober - Operation Argus, thriller i 5 avsnitt med Catrin Westerlund, Ove Tjernberg, Christina Schollin med flera.
- 13 november - Patrasket, komedi av Hjalmar Bergman med bland andra Per Oscarsson, Olof Widgren och John Elfström.
- 1 december - Årets julkalender är En småstad vid seklets början.[1]
- 6 december - Start för underhållningsserien Jag sjunger på svenska med Thore Skogman och gästartister.
- 7 december - Vi kopplar av, musikalisk underhållning från Norge med Wenche Myhre och Dizzie Tunes.
- 21 december - Tre trubadurer, Carl Anton Axelsson, Thorstein Bergman och Cornelis Vreeswijk underhåller.
- 25 december - Julotta från Tyresö kyrka. Predikan av kyrkoherde Börje Engström. Sång av Tyresö kammarkör.
- 31 december - Nummer i kön, underhållning för husvilla med bland andra Bert-Åke Varg, Anita Lindblom och Eva Rydberg.

## Födda
- 5 januari - Lili Päivärinta, finsk/svensk sångerska, även programledare i TV.
- 15 maj - Sofia Wistam, svensk TV-programledare.
- 9 juni - Kattis Ahlström, svensk journalist och programledare i TV.
- 14 juni - Kristian Luuk, svensk programledare i TV och radio.
- 14 oktober - Justine Kirk, svensk skådespelare, programpresentatör på SVT.
- 20 oktober - Stefan Raab, tysk komiker och programledare.

### Fotnoter
1. ↑  ”Jultradition”. Arkiverad från originalet den 25 april 2012. https://web.archive.org/web/20120425112719/http://www.jultradition.se/tv.htm. Läst 26 mars 2011.